# Загороднюк Ігор Володимирович
І́гор Володи́мирович Загородню́к (нар. 11 березня 1961, Київ) — український зоолог, теріолог, кандидат біологічних наук, доцент, старший науковий співробітник Національного науково-природничого музею НАН України. Лауреат Державної премії України в галузі науки і техніки (2015 рік). Є ініціатором створення та засновником Теріологічної школи, головним редактором видання Праці Теріологічної Школи.

## Біографія

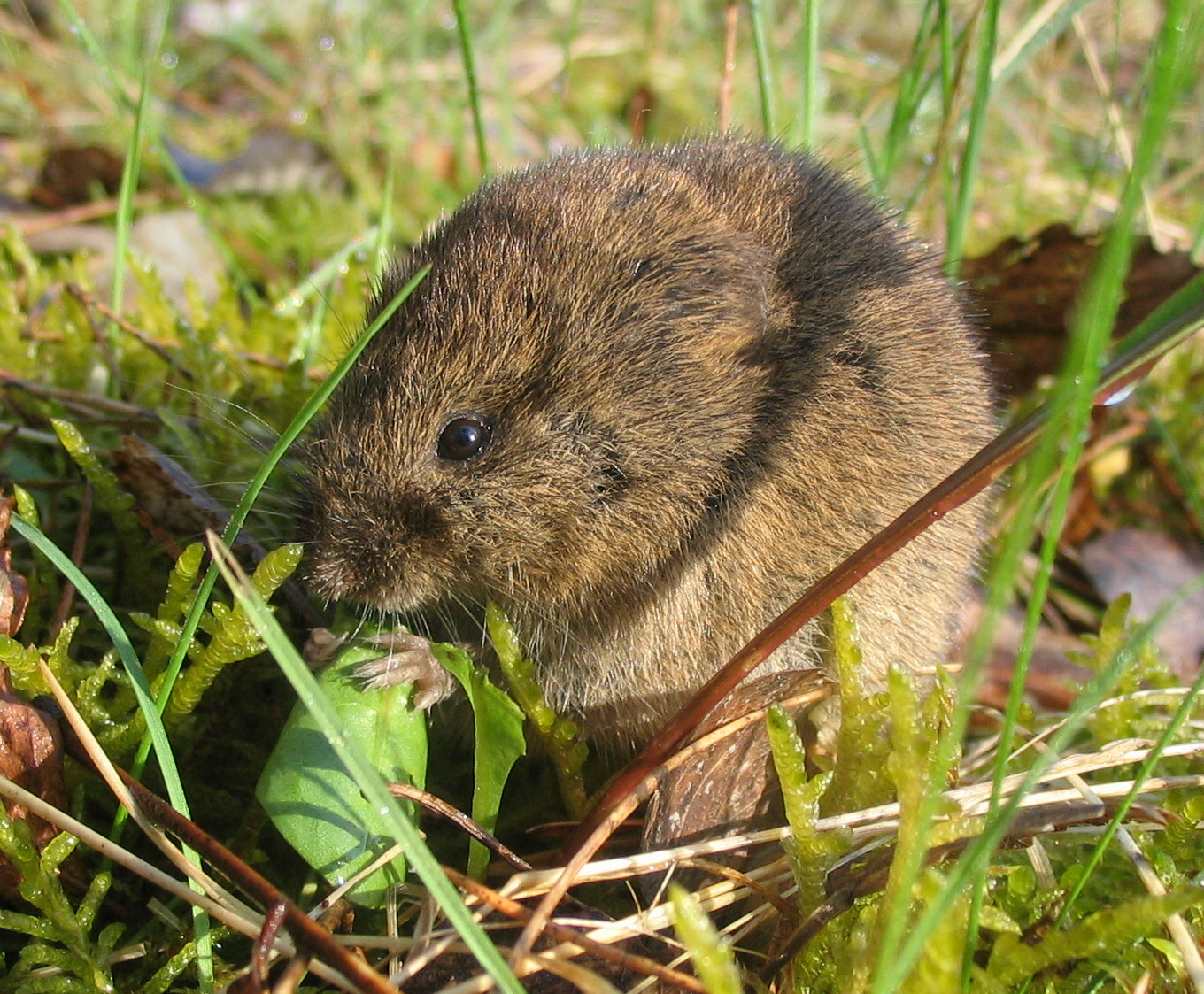
Полівка (Microtus) — перший об'єкт теріологічних досліджень І. Загороднюка та один з об'єктів його кандидатської дисертації

Народився 11 березня 1961 року у Києві. Випускник кафедри зоології КНУ ім. Шевченка 1983 року. Кандидатська дисертація «Систематика звичайних і чагарникових полівок Східної Європи» захищена при київському Інституті зоології імені І. І. Шмальгаузена НАН України в 1991 році. Наукові керівники професор М. М. Воронцов та Єлена Ляпунова. Ігор Загороднюк працював у Інституті зоології імені І. І. Шмальгаузена з 5 жовтня 1983 року до 30 серпня 2003 року.
У 2001—2003 роках (за сумісництвом), а також із 2014 року й дотепер працює науковим співробітником Національного науково-природничого музею НАН України. З 1 вересня 2003 по 2005 рік був доцентом кафедри ентомології (викладаючи екологію) Ужгородського національного університету.
З 2005 року доцент кафедри екології та садово-паркового господарства Луганського університету імені Тараса Шевченка. Під його керівництвом захищено три дисертації за спеціальністю «зоологія» у галузі вивчення екології угруповань тварин. Викладає дисципліни: «Зоологія», «Екологія тварин», «Заповідна справа», «Охорона тварин», «Урбоекологія (екологія міських систем)», «Екологічні засади сталого розвитку». Також читав курси: «Вступ до спеціальності», «Основи наукових досліджень», «Великий практикум з екології», «Основи диверсикології», «Медична біологія».

## Початок зоологічних досліджень
Першими зоологічними об'єктами досліджень Ігоря Загороднюка були птахи. Курсові та дипломні проекти були присвячені вивченню міграцій та польоту птахів. Ці дослідження проводились під керівництвом професора Л. О. Смогоржевського в тісній співпраці зі своїми університетськими наставниками Олександром Цвелихом та Орестом Михалевичем. Дипломна робота Ігоря Загороднюка, присвячена птахам (чаплям), була представлена на орнітологічном конгресі (1982), результати цих досліджень були надруковані у Зоологічному журналі.
Одночасно, вже на 4 курсі університету, Ігор Загороднюк почав вивчати амфібій, зокрема гібридні зони, проводив експерименти з біотопічною пов'язаністю амфібій групи Bombina bombina — Bombina variegata, а також ставив експерименти з енергетики зимівлі у кумок та впливу зимівлі на вікову структуру популяції цих амфібій, що показано у першій самостійній публікації.
Паралельно І. Загороднюк розпочав вивчення каріотипів амфібій та гризунів. Після розподілу на роботу в Інститут Зоології тематика досліджень була зміщена в сторону вивчення гризунів. Перша публікація з цього приводу була присвячена каріотипічній мінливості полівок звичайних. Надалі, результати цієї праці стали основою при обґрунтуванні видової самостійності Microtus arvalis — M. obscurus. Це стало одним із результатів дисертаційного дослідження і предметом однієї з найбільш цитованої публікації Ігоря Загороднюка.

## Теріологічні дослідження
Один із засновників і віцепрезидент Українського теріологічного товариства НАН України, співорганізатор і координатор теріологічних шкіл. Голова Науково-консультативної ради з питань охорони кажанів при Міністерстві екології України. З 2006 року керівник Лабораторії екології тварин та біогеографії «Корсак» Луганського університету. Експерт Міжнародного союзу охорони природи та член комісії ЄС «EMA» (англ. European mammal assessment).

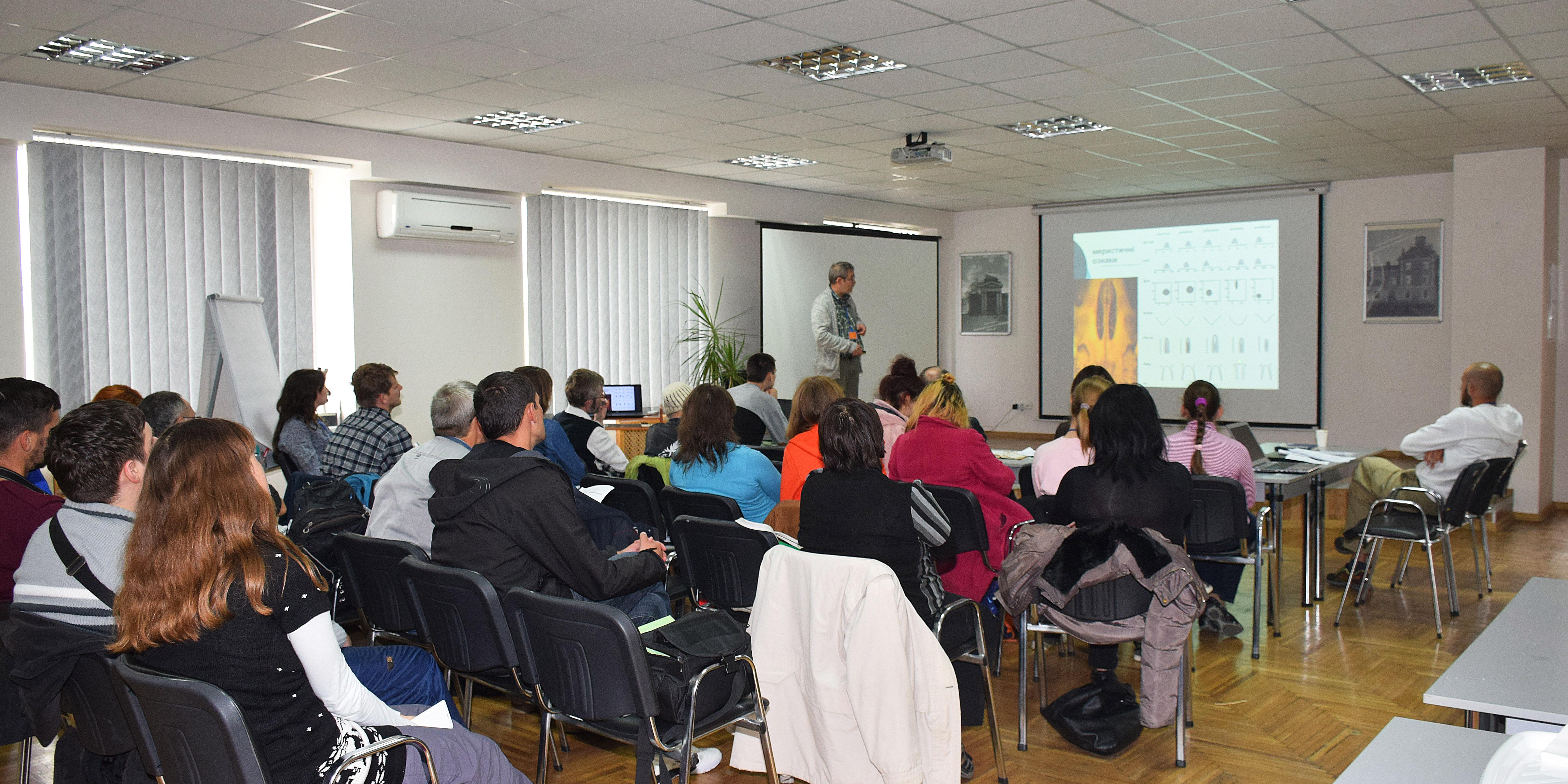
Доповідь Ігоря Загороднюка під час XXIV Теріологічної школи в Українському науково-дослідному протичумному інституті імені І. І. Мечникова (Одеса)

### Теріологічна школа в України
І. В. Загороднюк є ініціатором створення та засновником теріологічної школи — щорічного зібрання теріологів, яке проходить з 1993 р. у різних регіонах України.

### Описані таксони
Таксономічні дослідження складають значну частину наукової роботи науковця, і вони закономірно змістилися від завдань мерономії (описи малих таксонів) до хорономії (аналіз груп) та виявлення закономірностей формування та існування низького або високого рівнів таксономічного різноманіття. Значну увагу в цих дослідженнях приділено групам еволюційно та морфологічно близьких видів, передусім гризунів. Внаслідок цього циклу досліджень описано 8 нових таксонів та запропоновано значну кількість нових таксономічних перестановок, змін рангів таксонів видової, родової та родинної груп.
Описано як нові для науки такі таксони:
- Volemys Zagorodnyuk, 1990[8]
- Apodemini Zagorodnjuk, 2001[9]
- Sorex minutus dahli Zagorodnjuk, 1996[10]
- Apodemus (Sylvaemus) falzfeini Mezhzherin & Zagorodnjuk, 1989[10] (надалі географічні межі суттєво розширено, що врешті призвело до зміни наукової назви, й описана форма тепер є підвидом Sylvaemus witherbyi falzfeini)
- Microtus rossiaemeridionalis ponticus Zagorodnjuk, 1993[10]
- Sylvaemus sylvaticus sabinae Zagorodnjuk & Fedorchenko, 1993[10]
- Terricola tatricus zykovi Zagorodnjuk, 1989[10]
- Arvicola scherman gutsulius Zagorodnyuk, 2000[11]
- Eptesicus lobatus Zagorodnjuk, 2009[12]

Окрім уперше описаних таксонів, дослідник також обґрунтував видовий, підродовий або родовий статус низки інших таксонів, назви яких тривалий час були в синонімах інших видів або родів. Такі дослідження зроблено самостійно, у співпраці або одночасно з іншими дослідниками. Такими є:
- Sylvaemus uralensis (Pallas, 1811) (мишак уральський) — наразі визнаний окремий вид, що включає Apodemus microps (визнавали поширеним тільки в Центральній Європі, нині до Уралу та Алтаю),
- Mus spicilegus Petenyi, 1882 (миша курганцева) — наразі визнаний окремий вид, що входив до складу Mus musculus,
- Microtus obscurus (Eversmann, 1845) (полівка алтайська) — наразі визнаний окремий вид або група підвидів виду Microtus arvalis,
- Arvicola scherman (Shaw, 1801) (щур гірський) — наразі визнаний окремий вид або група підвидів виду Arvicola amphibius (останню назву також повернуто у вжиток за підсумками ревізії надвиду «Arvicola terrestris»),
- Sicista loriger (Nathusius, 1840) (мишівка південна) — наразі визнаний окремий вид або група підвидів виду Sicista subtilis,
- Sylvaemus Ognev, 1924 (мишак, або лісові миші — наразі визнаний окремий рід або підрід роду Apodemus,
- Terricola Fatio, 1867 (норик, або чагарникові полівки) — наразі визнаний окремий рід або підрід роду Microtus,
- Alexandromys Ognev, 1914 (шапарка, або сибірські полівки) — наразі визнаний окремий рід або підрід роду Microtus.

У працях І. Загороднюка запропоновано також низку уточнень щодо тлумачень рангів і обсягів надродинних груп (підряди і ряди) ссавців і запропоновано уніфіковані назви для всіх таксонів рядового рівня, у тому числі (для прикладу) в обсязі фауни України:
- зайцеподібні Leporiformes (для Lagomorpha),
- мишоподібні Muriformes (для Rodentia),
- мідицеподібні Soriciformes (для Insectivora),
- мавпоподібні Lemuriformes (для Primates),
- лиликоподібні Vespertilioniformes (для Chiroptera),
- псоподібні Caniformes (для Carnivora),
- конеподібні Equiformes (для Perissodactyla),
- китоподібні Balaeniformes (для Cetacea),
- оленеподібні Cerviformes (для Artiodactyla).

### Дослідження криптичного різноманіття
Одна з головних тем досліджень науковця, започаткована від самого початку роботи в Академії наук (1983) під час дворічного періоду роботи у статусі «стажера-дослідника», завдяки чому було пройдено низку важливих стажувань — як у базовій установі (Інститут зоології АН УРСР) під керівництвом таких наставників, як Ігор Ємельянов, Орест Михалевич, Віталій Гайченко та Іван Сокур, так і в лабораторії цитогенетики Інституту біології розвитку АН СРСР під керівництвом Миколи Воронцова та Єлени Ляпунової, а надалі — в Інституті АН Чехословаччини (Брно) під керівництвом Яна Зіми та в Інституті систематики та еволюції тварин ПАН (Краків) під керівництвом Казимира Ковальського, Адама Надаховського та Броніслава Волошина. Постійною стала і співпраця з палеонтологами Інституту зоології АН України, які є фахівцями у вивченні мінливості й еволюції ссавців — Леонідом Рековцем, Вадимом Топачевським, Валентином Несіним.
У результаті таких стажувань дослідник отримав значний багаж знань про найпроблемніші групи й теми і значний поштовх для подальших досліджень, і з усього спектру ним було обрано тематику вивчення близьких видів ссавців. Власне, з нею і пов'язані такі ключові питання диверсикології та біологічної еволюції, як концепції виду та видоутворення, лімітувальна схожість, міжвидова гібридизація та конкуренція, складність гільдій та структура угруповань тощо. Першим об'єктом уваги стали мишовиді гризуни, насамперед полівки з родів Terricola, Microtus і миші з родів Mus та Sylvaemus, а згодом і щури Arvicola, ховрахи Spermophilus та мишівки Sicista, сарни Capreolus. У складі цих груп було виявлено й описано як нові для фауни України види, вже відомі в інших регіонах, так і нові для науки види і підвиди. Внаслідок цього циклу досліджень було проведено низку описів як видового складу груп, так і географічних ареалів нових видів, описано їхні морфологічні особливості та морфологічні ознаки, які можуть бути використані для діагностики, проведено значну кількість перевизначень колекційних зразків.

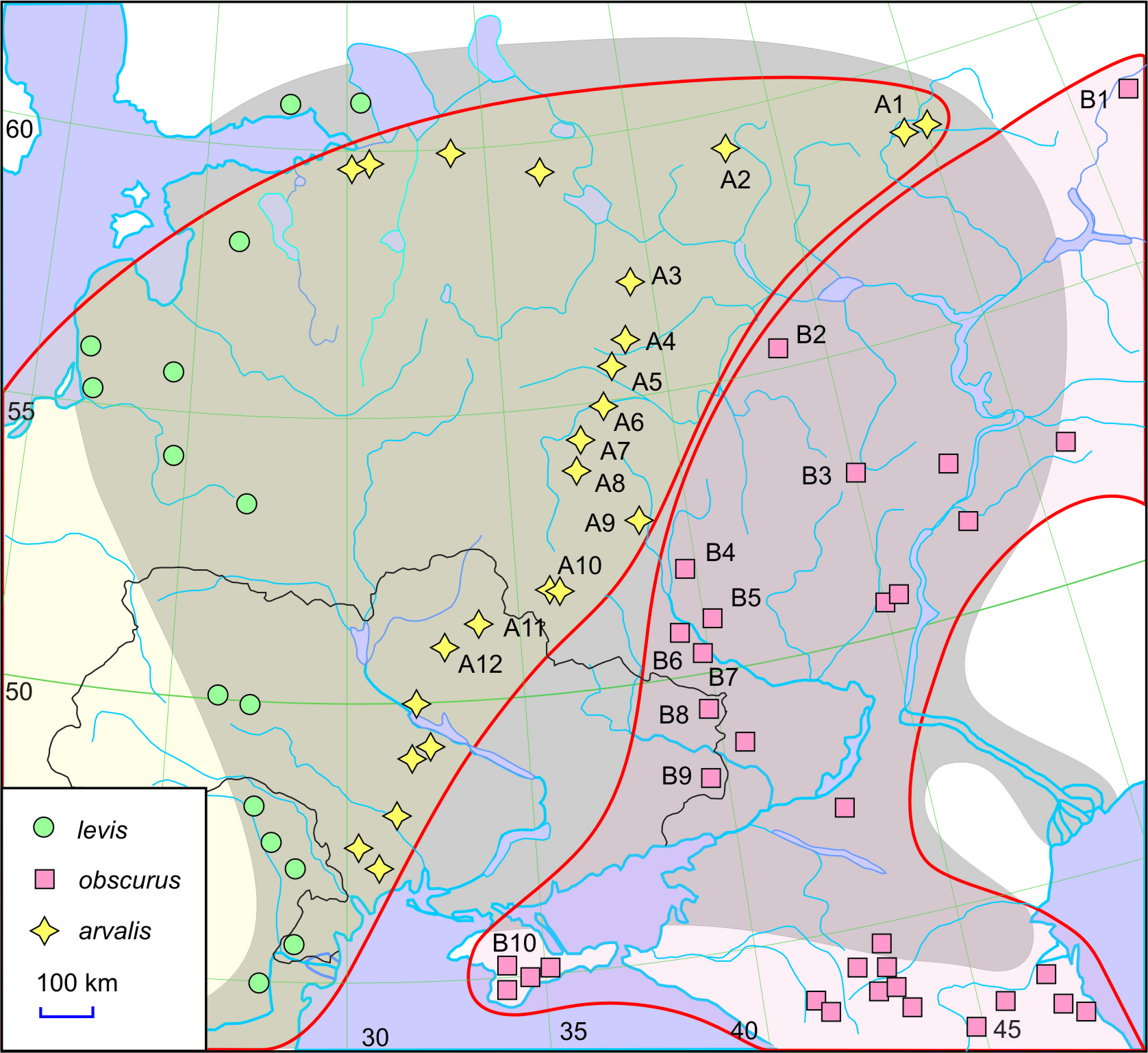
Поширення трьох видів-двійників групи «звичайна полівка» на теренах Східної Європи: полівки європейської (Microtus arvalis s. str.), полівки алтайської (Microtus obscurus, червоні квадрати) та полівки лучної (Microtus levis), за даними з: Загороднюк, 2007

Надалі ці дослідження було поширено на інші групи ссавців, зокрема на кажанів. Основну увагу було приділено трьом групам — вуханям Plecotus, нічницям Myotis та нетопирам Pipistrellus, у складі яких на той час вже були відомі криптичні види, і щодо яких було проведено низку спеціальних досліджень, за підсумками яких було переглянуто як видовий склад фауни України та її окремих регіонів, так і ареали та діагностичні особливості «малих» видів зі складу цих груп. Ревізовано також й інші групи кажанів, зокрема підковиків Rhinolophus, у складі яких пропонувалося вирізняти в Україні 4 види, проте було підтверджено лише два, та пергачів Eptesicus, зі складу яких виокремлено новий таксон, Eptesicus lobatus.
Дослідник веде на сайті Українського теріологічного товариства сторінку, присвячену криптичним видам ссавців, на якій можна знайти як загальнотеоретичні положення, так і окремі найбільш важливі факти, і все це супроводжено необхідними посиланнями на джерела. Сумарно внаслідок досліджень криптичного різноманіття теріофауни України підтверджено та додано до списку фауни приблизно 15 видів, відсутніх у попередніх оглядах фауни, виданих у період 1938—1965 років. Окремі підсумки досліджень криптичного різноманіття представлено в таких публікаціях, як
«Політипні види: концепція та представленість у теріофауні Східної Європи» (1998),
«Рівні морфологічної диференціації близьких видів звірів та поняття гіатусу» (2004)
«Закономірності прояву географічної мінливості у двійникових комплексах ссавців» (2005)
«Таксономія і номенклатура немишовидних гризунів фауни України» (2009)
«Таксономія та рівні диференціації сліпаків (Spalacidae) фауни України і суміжних країн» (2009)
«Таксономія гризунів Східних Карпат» (2016) та багато інших.
На основі цих досліджень проведено низку загальнобіологічних розвідок і розроблено низку важливих тем, серед яких: «Вид в біології як неперервна система» (2001),
«Вид в екології як популяційна система та як компонент біотичного угруповання» (2003),
«Інвазія як шлях видоутворення» (2003),
«Біологічний вид як ампліфікована сутність: ознаки буферизації та механізми її зрушення» (2004)
«Біогеографія криптичних видів ссавців Східної Європи» (2005),
«Конфлікт через збіг ніш у видів-двійників: оцінка за сталою Хатчінсона» (2007)
«Криптичне різноманіття ссавців у Східній Європі як віддзеркалення багатоманітності проявів виду» (2008),
«Різноманіття ссавців та видове багатство гільдій» (2008)
«Закономірності розмірної диференціації видів і статей у багатовидовій гільдії» (2009)
«Міжвидова гібридизація і фактори її формування на прикладі теріофауни Східної Європи» (2011),
«Криптичне різноманіття біоти, види-двійники та дослідницький дальтонізм» та багато інших.

### Дослідження динаміки біорізноманіття
Значну увагу дослідник приділяє темі динаміки біотичного різноманіття. Ця ідея є альтернативою до ідей незмінності біоти, зокрема й складу фауни та актуальних задач охорони її попередніх станів з огляду на «червонокнижні» проблеми. Ідея визнає ротацію біотичного різноманіття як нормальний стан природних комплексів, що викладено в низці спеціальних публікацій. Понад те, дослідник сформував і розвинув ідею інвазії як одного з ключових механізмів видоутворення (тобто механізму формування біотичного різноманіття) і сформульовано ампліфікаційну концепцію виду.
Для оцінки рівня змін фауни дослідник запропонував Індекс ротації фауни (IFR), успішно апробований при оцінках рівня змін теріофауни різних регіонів України за останні 50–180 років, зокрема Слобожанщини, Луганщини, Поділля. Зокрема, було показано, що у перерахунку на 100 років (IFR100) у кожному з природних або історичних регіонів України відбулися зміни регіональних фаун на рівні 5–20 %, найменшими вони є в Карпатах і Поліссі, найбільшими — на сході й півдні. Оцінено роль різних систематичних груп у таких змінах і показано, що найбільших змін зазнали види копитних (IFR = 42.9 %), хижих (IFR = 23.5 %) та гризунів (IFR = 12.7 %).

Емблема першої конференції з циклу «Динаміка біорізноманіття»

У розвиток цих ідей організовано та проведено три конференції циклу Динаміка біорізноманіття (2012, 2013, 2014) і видано повноцінний збірник наукових праць за матеріалами першої з них, у якому вміщено 25 праць. Усі конференції «Динаміка Біорізноманіття» проведено в Луганському національному університеті, остання з них — вже в умовах фактичної окупації Донбасу, що не завадило (з певними ризиками) зробити й незмінний для таких конференцій польовий виїзд, що відбувся у заповіднику Провальський степ.
З початком військових дій на сході України, І. В. Загороднюк починає збирати дані про їхній вплив на довкілля, опираючись на результати власних досліджень у регіоні в довоєнні часи. На основі власних експедиційних спостережень та опитуванню респондентів, автор аналізує дані щодо змін біоти в умовах воєнних дій. За даними І. В. Загороднюка, зона АТО за поточним режимом природокористування є заповідним об'єктом, оскільки всі форми природокористування вкрай обмежені, що призводить до посилення сукцесій в екосистемах. У зоні АТО створилися передумови для експансій низки чужорідних видів. Автор надає характеристику наявним у зоні АТО об'єктам природно-заповідного фонду України та змінам, які відбуваються на цих територіях, та звертає увагу на необхідність ретельного аналізу стану екосистем. Ці дослідження мають соціальне значення, оскільки виникають загрози, пов'язані з появою нових шкідників, хвороб, та змін біоти загалом.

## Науково-просвітницька робота
І. Загороднюк веде активну діяльність щодо популяризації біологічних знань, про що свідчать безліч інтерв'ю за його участю стосовно найбільш актуальних та гострих проблем, пов'язаних з охороною природи та станом біорізноманіття в Україні. У своїх публікаціях науковець також замислюється про морально-етичні аспекти роботи польовиків-зоологів.

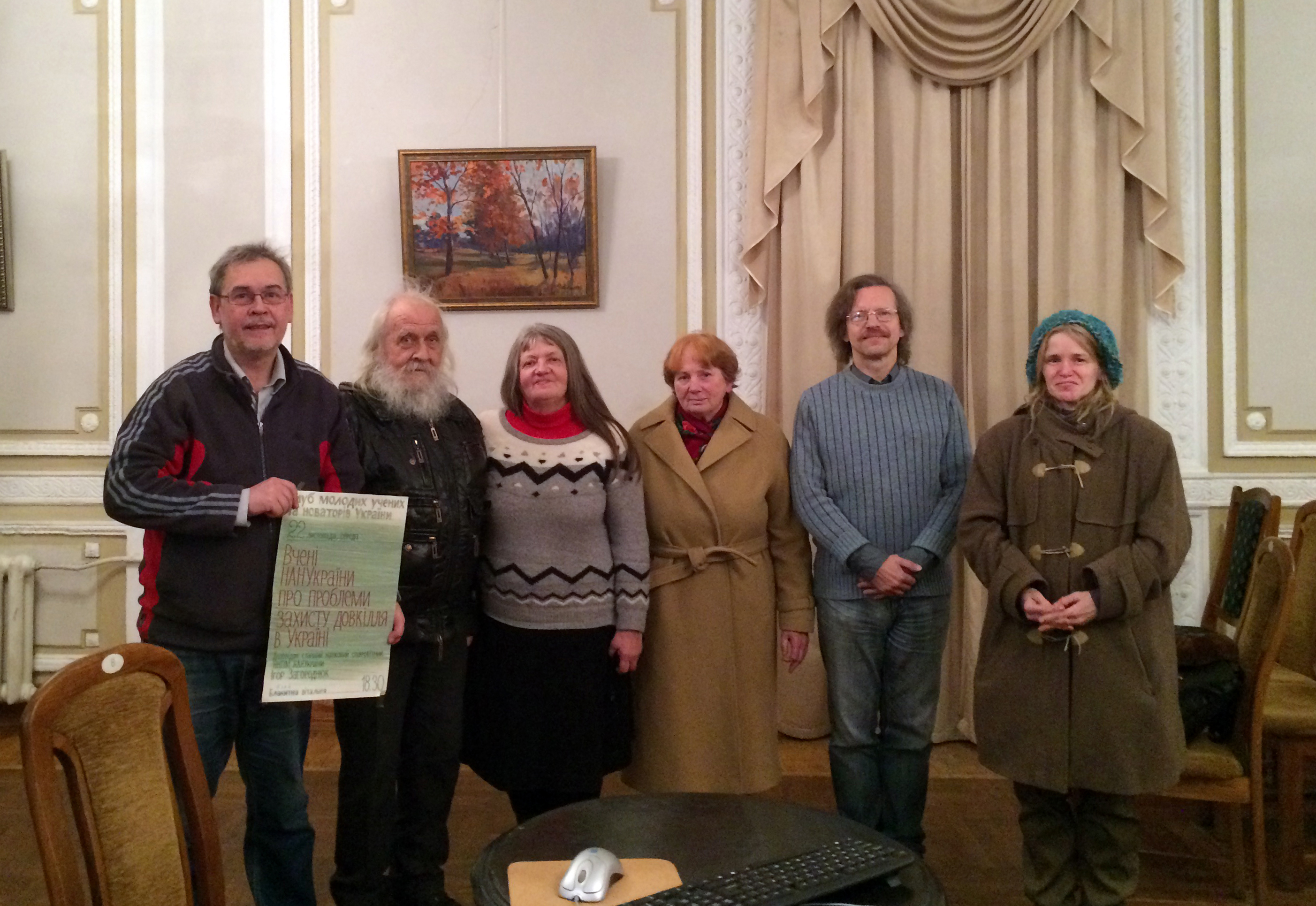
Учасники екологічного семінару після доповіді І. В. Загороднюка, ст. наук. співр. ННПМ НАН України, присвяченої проблемам захисту довкілля. Київський будинок вчених. На фото: модератор, доповідач та актив (22.11.2017).

Ігор Загороднюк є ініціатором видання Національного науково-природничого музею НАН України «Праці Теріологічної школи», його упорядником і науковим редактором із часу започаткування «Праць» 1998 року й дотепер. Редакторський досвід здобув під час роботи науковим редактором журналів «Вісник зоології» у 1997—1998 рр. та «Науковий вісник Ужгородського національного університету» у 2004—2005 рр. (випуски 14–17), а також окремих випусків інших видань. Є членом редколегій кількох наукових видань: «Вісник Національного науково-природничого музею», «Збірник праць зоологічного музею».
Ігор Загороднюк є ініціатором, упорядником і науковим редактором видання Національного науково-природничого музею НАН України «Праці Теріологічної школи», від часу започаткування «Праць» у 1998 році. Був науковим редактором журналів «Вестник зоологии» у 1997—1998 рр. та «Науковий вісник Ужгородського національного університету (Серія Біологія)» у 2004—2005 рр. (випуски 14–17), а також окремих випусків інших видань. Є членом редколегії й науковим редактором журналу: «Вісник Національного науково-природничого музею» (з 2013 р.), членом редакційної ради журналів «Беркут» та «Спелеологія і Карстологія».

Емблема лабораторії «Корсак»

За ініціативою І. Загороднюка у травні 2003 р. створено вебсайт Українського теріологічного товариства «Теріологічна школа», обсяг якого складає бл. 2500 файлів, у тому числі електронну бібліотеку, інформацію в якій об'єднано у 16 розділів. Загалом обсяг теріологічної читалки за даними на 23.12.2014 р. складає 954 файли, у тому числі 866 у форматі pdf. Згодом, у 2005 році спільно зі своїми студентами, а надто Оленою Годлевською (нині ведуча сайту) започаткував сайт групи з дослідження кажанів, що отримала назву «Український центр охорони кажанів» (УЦОК): сайт УЦОК (http://kazhan.org.ua) спеціалізується на поширенні знань про потреби охорони кажанів, він містить також невеличку бібліотеку та інформацію про дослідників та дослідження в Україні. Ще одним із вебсайтів став сайт «Раритетна фауна Карпат» (http://www.lucanus.org.ua/), створений у жовтні 2003 року, в період роботи в Ужгородському університеті спільно з Юлією Зіздою, яка згодом стала основною ведучою цього сайту. При цьому сайті створено розділ про Зоологічний музей Ужгородського національного університету.
Ще одним із помітних вебресурсів став сайт Лабораторії Корсак, створений і керований І. Загороднюком у період роботи в Луганському національному університеті (2005—2014) — «Екологія та охорона природи на сході України» (відомий як «сайт Корсак»). Сайт виконував ключову роль у поширенні знань про природу, дослідження і дослідників Донбасу, вміщував бібліотеку та значний масив довідкової інформації (670 файлів). Він проіснував упродовж 9 років, з жовтня 2005 до липня 2014 року, коли сервер університету був остаточно заблокований сепаратистами. Одночасно діяв і сайт Факультету природничих наук, ведучим і основним автором якого також був І. Загороднюк.

## Історія зоологічних досліджень
Особливу увагу у своїх публікаціях Ігор Загороднюк приділяє пам'яті видатних вчених-зоологів. Ним підготовлено багато нарисів про життя та наукові здобутки зоологів різних часів. Автор описує життя і досягнення тих вчених, з якими йому пощастило працювати разом, а також ретельно відшукує відомості про тих видатних постатей української зоології, імена яких були майже забуті.
Серед багатьох публікації з історії науки, І. Загороднюк підготував дослідження, присвячене натуралісту-зоологу, досліднику фауни хребетних тварин Причорномор'я, педагогу, доценту Богдану Єлисейовичу Волянському (1901—1937), який вивчав фауну Криму та Одещини, а також навчав молодь. У публікації йдеться про життя та наукові здобутки вченого, який прожив лише 36 років, два рази був заарештований, репресований та розстріляний у 1937 р., та, попри всі тяжкі випробування, «дослідження якого поклали якісну та міцну цеглину у знання, які ми всі розвиваємо».

Ігор Загороднюк, як учень одного з найвідоміших біологів-еволюціоністів радянської доби, морфолога, теріолога Миколи Миколайовича Воронцова, після смерті свого вчителя присвятив йому нарис, у якому описує життєвий шлях видатного вченого та з повагою і вдячністю згадує часи їхньої плідної співпраці.
Приділяючи значну увагу персоналіям, дослідник також аналізує розвиток самих досліджень. Це відбито й у низці оглядів з історії тієї або іншої проблеми, проте також є спеціальні публікації. Серед них особливе місце посідають бібліографічні огляди, у тому числі такі праці, як «Бібліографія щодо фауни кажанів України» (1998),
«Монографічні видання і збірки, присвячені теріофауні України» (2001),
«Публікації про великих хижих ссавців України» (2001),
«Бібліографія щодо хохулі в Україні» (2002)
,
«Бібліографія щодо спелеобіології в Україні» (2004),
«Давні видання зоологічного профілю в Україні та теріологія на сторінках „Збірника праць Зоологічного музею“» (2008),
«Українському теріологічному товариству — 30 років» (2012),
«Видання Українського теріологічного товариства та розвиток часопису Праці Теріологічної школи» (2015). Важлива інформація про розвиток досліджень викладена в практично усіх випусках «Праць теріологічної школи» за 1998—2012 роки, коли видання були тематичними, у Передмовах редактора, а також у численних звітах про щорічні теріологічні школи, значну частину яких підготовлено за участі І. Загороднюка (див. розділ «Хроніка шкіл» на сайту Українського теріологічного товариства) й опубліковано у провідних зоологічних виданнях (журнали «Вісник зоології», «Праці Теріологічної школи» та низка інших видань, зокрема у Львові, Сумах тощо).
У період роботи на Луганщині (в експедиціях до заповідників Луганщини у 1994—2003 рр. та під час постійної роботи в Луганському університеті у 2005—2014 рр.) значний сегмент розвідок присвячено дослідникам і науковим школам Луганщини та в цілому сходу України. Однією з перших таких розвідок стала книжка пам'яті Олександра Кондратенка «Теріофауна сходу України» (2006), що видана в серії «Праці Теріологічної школи»
Продовженням цього стали розвідки, присвячені історії Зоологічного музею Луганського університету,
завдяки яким вдалося сформулювати гіпотезу про давність таких колекцій Було загальноприйнято, що музей створено 1972 року, Сергієм Панченком, при вселенні університету в новий корпус). Докладні історичні розвідки історії колекції, викладені у спеціальній статті, присвяченій як самим колекціям, так і Івану Сахну, засновнику зоологічного кабінету і згодом музею, відомому досліднику фауни степів і сходу України, представнику екологічної школи Володимира Станчинського.
Важливим ключем до розуміння історії досліджень стала розвідка, присвячена унікальній зоологічній пам'ятці — монографічному опису фауни хребетних Слобожанщини (на той час «Харківської губернії»), підготовленому Олександром Чернаєм, — «Фауна Харьковской губерніи и прилежащих к ней мест» (публікації 1850—1853 років). У значній за обсягом праці (96 стор.) автор навів важливі біографічні деталі про О. Черная і, на основі аналізу стану знань про тогочасну фауну та їх порівняння з сучасними даними, проаналізував зміни фауни за 160 років.
Цей аналіз поклав початок циклу досліджень, у яких на основі аналізу давніх джерел проводяться порівняння на двох рівнях: 1) змін знань про склад фауни (загалом відповідає змісту повідомлення 1), 2) змін самого складу фауни (загалом відповідає змісту повідомлення 2).
Потужним продовженням розвідок з історії зоологічних та екологічних досліджень, персоналій, колекцій та центрів стала книга з історії Факультету природничих наук Луганського університету, по суті єдиного впродовж тривалого часу центру розвитку досліджень: «Факультет природничих наук: шляхами зростання» (2013). Для цього видання дослідник підготував понад 10 розділів, присвячених і Зоологічному музею, і кафедрам зоології та екології, і біостанції, й екоклубу «Корсак» тощо, які було об'єднано у два великі «кафедральні» розділі — «Кафедра зоології» та «Кафедра садово-паркового господарства та екології». Тоді ж, до 90-річчя факультету, у співпраці з луганськими колегами (а надто Тетяною Косоговою), було підготовлено довідник «Факультет природничих наук Луганського національного університету ім. Т. Шевченка в особах відомих випускників».

## Нагороди і відзнаки
Лауреат Державної премії України в галузі науки і техніки (2015 рік) за цикл праць «Наукові основи збереження та відновлення біотичного і ландшафтного різноманіття України в умовах змін навколишнього середовища». Нагороджений відзнакою НАН України  «За професійні здобутки» (2025).

## Наукові праці
Наукові інтереси: фауна та екологія наземних хребетних Східної Європи, біогеографія та еволюція видів-двійників, концепції виду та моделі видоутворення, раритетні види та адвентивна біота.
Індекс Гірша за персональним профілем у Гугл-Акедемії складає h = 39. Найцитованішими 10-ма працями за цим критерієм є:
1. Годлевська О., Парнікоза І., Різун В., Фесенко Г., Куцоконь Ю., Загороднюк І., Шевченко М., Іноземцева Д. Фауна України: охоронні категорії [Архівовано 18 квітня 2018 у Wayback Machine.]. Довідник. ред. О. Годлевська, Г. Фесенко. — Видання друге, перероблене та доповнене. — Київ, 2010. — 80 с. = 102 цит.
2. Загороднюк І. В., Ємельянов І. Г. Таксономія і номенклатура ссавців України // Вісник Національного науково-природничого музею. — 2012. — Том 10. — С. 5–30. = >93 цит.
3. Загороднюк І. В. Польовий визначник дрібних ссавців України [Архівовано 18 січня 2018 у Wayback Machine.] // — Праці Теріологічної Школи. — Випуск 5. — Київ, 2002. — 60 с. = 90 цит.
4. Загороднюк І. Адвентивна теріофауна України і значення інвазій в історичних змінах фауни та угруповань // Фауна в антропогенному середовищі. — Луганськ, 2006. — С. 18–47. — (Праці Теріологічної школи, випуск 8). = 74 цит.
5. Загороднюк І., Коробченко М. Раритетна теріофауна східної України: її склад і поширення рідкісних видів // Раритетна теріофауна та її охорона. — Луганськ, 2008. — С. 107—156. — (Праці Теріологічної школи, випуск 9). = 69 цит.
6. Межжерин С. В., Загороднюк И. В. Новый вид мышей рода Apodemus (Rodentia, Muridae) // Вестник зоологии. — 1989. — № 4. — С. 55–59. = 69 цит.
7. Загороднюк І. В. Степове фауністичне ядро Східної Європи: його структура та перспективи збереження [Архівовано 7 січня 2018 у Wayback Machine.] // Доповіді НАН України. — 1999. — № 5. — С. 203—210. = 68 цит.
8. Загороднюк И. В., Федорченко А. А. Аллопатрические виды среди грызунов группы Spermophilus suslicus (Mammalia) [Архівовано 28 серпня 2017 у Wayback Machine.] // Вестник зоологии. — 1995. — 29, № 5-6. — С. 49–58. = 65 цит.
9. Загороднюк И. В., Боескоров Г. Г., Зыков А. Е. [Архівовано 1 грудня 2017 у Wayback Machine.] Изменчивость и таксономический статус степных форм мышей рода Sylvaemus (falzfeini — fulvipectus — hermonensis — arianus) // Вестник зоологии. — 1997. — Том 31, № 5–6. — С. 37–56 = 59 цит.
10. Загороднюк И. В. Таксономическая ревизия и диагностика грызунов рода Mus из Восточной Европы. Сообщение 1 // Вестник зоологии. — 1996. — Том 30, № 1–2. — С. 28–45 = 59 цит.

Окрім публікацій з високим індексом Гірша, сам дослідник виділяє найбільш вагомі публікації, перелік яких розміщено на сайті Теріошколи. Публікації поділено на наступні основні категорії:
- Книги та збірки

1. Загороднюк I., Покиньчереда В., Киселюк О., Довганич Я. Теріофауна Карпатського біосферного заповідника. — Київ: Інститут зоології НАН України, 1997. — 60 c. — (Вестник зоологии. Додаток № 5).
2. Загороднюк І. В., Зерова М. Д., Чумак В. О. та ін. Тваринний світ // Біорізноманіття Карпатського біосферного заповідника. — Київ: Інтерекоцентр, 1997. — C. 239—334. (+ «Додаток 7. Контрольний список фауни КБЗ»: с. 650—711).
3. Загороднюк І., Постава Т., Волошин Б. В. Польовий визначник кажанів підземних порожнин Східної Європи [Архівовано 18 січня 2018 у Wayback Machine.]. — Краків, Київ: Платан, 1999. — 43 с.
4. Загороднюк І. В. (ред.). Великі хижі ссавці України та прилеглих країн [Архівовано 22 грудня 2018 у Wayback Machine.]. — Київ, 2001. — 72 c. — (Novitates Theriologicae, pars 4)
5. Загороднюк І. (ред.). Міграційний статус кажанів в Україні [Архівовано 18 січня 2018 у Wayback Machine.]. — Київ: Українське теріологічне товариство, 2001. — 172 с. — (Novitates Theriologicae. Pars 6). Усі розділи [Архівовано 17 грудня 2017 у Wayback Machine.]
6. Доценко И. Б., Загороднюк И. В., Манило Л. Г. и др. Каталог типовых экземпляров зоологического музея ННПМ НАН Украины / Под ред. Е. М. Писанца. — Киев: Зоол. музей ННПМ НАНУ, 2001. — 138 с.
7. Загороднюк І., Шевченко Л. С. Mammalia // Каталог типовых экземпляров зоологического музея ННПМ НАН Украины / Под ред. Е. М. Писанца. — Киев: Зоол. музей ННПМ НАНУ, 2001. — С. 105—121.
8. Загороднюк І. Наземні хребетні України та їх охоронні категорії (довідник для семінарів з зоології, екології, та охорони природи). — Ужгород: Ліра, 2004. — 48 с.
9. Загороднюк И. (ред.). Фауна Украины: охранные категории (справочник) / Парникоза И. Ю., Годлевская Е. В., Шевченко М. С., Иноземцева Д. Н. — Киев: Киевский эколого-культурный центр, 2005. — 60 с.
10. Годлевська О., Парнікоза І., Різун В., Фесенко Г., Куцоконь Ю., Загороднюк І., Шевченко М., Іноземцева Д. Фауна України: охоронні категорії. Довідник. Видання друге, перероблене та доповнене / За ред. О. Годлевської, Г. Фесенка. — Київ, 2010. — 80 с. — ISBN 978-966-7830-13-5.
11. Загороднюк І. (ред.). Динаміка біорізноманіття 2012: зб. наук. пр. / Держ. закл. «Луган. нац. ун-т імені Тараса Шевченка». — Луганськ: Вид-во ДЗ «ЛНУ імені Тараса Шевченка», 2012. — 252 с. — ISBN 978-966-617-297-9.
12. Загороднюк І., Коробченко М. Раритетна фауна Луганщини: хребетні першочергової уваги. — Луганськ: Вид-во «ШИКО», 2014. — 220 с. — ISBN 978-966-492-282-8.
13. Загороднюк І., Клюєв В., Форощук В. Атлас екомережі Луганщини. — Луганськ: Видавництво «Віртуальна реальність», 2014. — 156 с. — ISBN 978-966-492-369-6.
14. Загороднюк І. (ред.). Зоологічні колекції та музеї / Національний науково-природничий музей НАН України. — Київ, 2014. — 156 с. — ISBN 978-966-02-7388-7.
15. Загороднюк І. (ред.). Природничі музеї: роль в освіті та науці [Архівовано 19 лютого 2018 у Wayback Machine.]: Матеріали IV Міжнародної наукової конференції / Національний науково-природничий музей НАН України. — Київ, 2015. — Ч. 2. — 184 с. ISBN 978-966-02-7728-1.
16. Загороднюк І. В., Косогова Т. М., Соколов С. О. , Шейко В. І., Шайдурова С. О. Факультет природничих наук Луганського національного університету ім. Т. Шевченка в особах відомих випускників. — Луганськ: ПП КФ Графік, 2013. — 44 с.

- Огляди складу та змін фауни

1. Загороднюк И. В. Обзор рецентных таксонов Muroidea (Mammalia), описанных с территории Украины (1777—1990) // Вестн. зоологии. — 1992. — Том 26, № 2. — С. 39–48.
2. Загороднюк І., Покиньчереда В. Таксономія ссавців східнокарпатського регіону // Загороднюк I., Покиньчереда В., Киселюк О., Довганич Я. Теріофауна Карпатського біосферного заповідника. — Київ: Ін-т зоол. НАНУ, 1997. — С. 16–23. — (Додаток 5 до журналу «Вестник зоологии»).
3. Загороднюк І. В. Вищі таксони ссавців у сучасній фауні України: склад, номенклатура та видове багатство // Доповіді НАН України. — 1998. — № 4. — С. 180—186.
4. Загороднюк І. В. Ключі до визначення вищих таксонів звірів фауни України і сусідніх регіонів та принципи їх побудови // Вестник зоологии. — 1998. — Том 32, № 1–2. — С. 126—150.
5. Загороднюк І. Контрольний список теріофауни України // Ссавці України під охороною Бернської конвенції / Під ред. І. В. Загороднюка. — Київ, 1999. — С. 202—210. — (Праці Теріологічної Школи, випуск 2).
6. Загороднюк І. В. Степове фауністичне ядро Східної Європи: його структура та перспективи збереження // Доповіді НАН України. — 1999. — № 5. — С. 203—210.
7. Загороднюк І. Роди звірів східноєвропейської фауни та їх українські назви. Частина 1. Загальні положення. Комахоїдні, кажани та хижі // Вісник Національного науково-природничого музею НАН України. — 2001. — Вип. 1. — С. 113—132.
8. Загороднюк І. Загальна картина динаміки хіроптерофауни України // Міграційний статус кажанів в Україні / За ред. І. Загороднюка. — Київ, 2001. — С. 157—168. — (Novitates Theriologicae. Pars 6).
9. Загороднюк И. В. Млекопитающие // Природа Приднепровского Полесья / Под ред. Г. А. Карповой. — Киев: ИНЭКО, 2002. — С. 139—158.
10. Загороднюк І. Дика теріофауна Києва та його околиць і тенденції її урбанізації // Вестник зоологии. — 2003. — Том 37, № 6. — С. 30–38.
11. Загороднюк І. В. Гірські регіони як зони найвищого видового багатства наземних хребетних України // Ученые записки Таврического национального университета. Серия «Биология, Химия». — 2004. — Том 17 (56), № 2. — С. 33–38. (Summary: p. 236).
12. Кондратенко О., Загороднюк І. Мікротеріофауна заповідних ділянок Східної України за результатами обліків пастками і канавками // Теріофауна сходу України. — Луганськ, 2006. — С. 120—135. — (Серія: Праці Теріологічної Школи, випуск 7).
13. Загороднюк І. Ссавці східних областей України: склад та історичні зміни фауни // Теріофауна сходу України. — Луганськ, 2006. — С. 216—259. — (Серія: Праці Теріологічної Школи, випуск 7).
14. Загороднюк І. Адвентивна теріофауна України і значення інвазій в історичних змінах фауни та угруповань // Фауна в антропогенному середовищі. — Луганськ, 2006. — С. 18–47. — (Праці Теріологічної школи, випуск 8).
15. Загороднюк І. В. Криптичне різноманіття фауни ссавців степової зони Східної Європи // Заповідні степи України. Стан та перспективи їх збереження (Матеріали міжнародної наукової конференції, 18–22.09.2007 р., Асканія-Нова, Україна). — Асканія-Нова, 2007. — С. 52–54.
16. Загороднюк І. В. Ссавці України: географічні та історичні зміни різноманіття фауни і угруповань // Біорізноманіття і роль тварин в екосистемах («Zoocenosis–2007»): Матеріали IV Міжнародної наукової конференції. — Дніпропетровськ: Вид-во ДНУ, 2007. — С. 479—482.
17. Загороднюк І., Ємельянов І. Криптичне різноманіття ссавців у Східній Європі як віддзеркалення багатоманітності проявів виду // Науковий вісник Ужгородського університету. Серія Біологія. — 2008. — Випуск 22. — С. 166—178.
18. Загороднюк І. Наукові назви рядів ссавців: від описових до уніфікованих // Вісник Львівського університету. Серія Біологічна. — 2008. — Вип. 48. — С. 33–43.
19. Загороднюк І. В. Ссавці північного сходу України: зміни фауни та знань про її склад від огляду О. Черная (1853) до сьогодення. Повідомлення 1 // Вісник Національного науково-природничого музею. — Київ, 2008—2009. — Вип. 6 7. — С. 172—213.
20. Загороднюк І. В. Ссавці північного сходу України: зміни фауни та знань про її склад від огляду О. Черная (1853) до сьогодення. Повідомлення 2 // Вісник Національного науково-природничого музею. — Київ, 2010. — Том 8. — С. 33–60.
21. Загороднюк І., Харчук С. Називничі засади опису таксономічного різноманіття ссавців Європи [Архівовано 7 січня 2018 у Wayback Machine.] // Науковий вісник НУБіП України. Серія: лісівництво та декоративне садівництво. — 2011. — Вип. 164, частина 3. — C. 124—135.
22. Загороднюк І., Дикий І. Мисливська теріофауна України: видовий склад і вернакулярні назви // Вісник Львівського університету. Серія біологічна. — 2012. — Вип. 58. — С. 21–44.
23. Загороднюк І. Ссавці сходу України: зміни переліку й рясноти видів від огляду І. Сахна (1963) до сучасності // Вісник Харківського національного університету імені В. Н. Каразіна. Серія: біологія. — 2012. — Вип. 16 (1035). — С. 97–108.
24. Загороднюк І. В., Ємельянов І. Г. Таксономія і номенклатура ссавців України // Вісник Національного науково-природничого музею. — 2012. — Том 10. — С. 5–30.
25. Загороднюк І., Пірхал А. Ссавці Поділля: таксономія та зміни складу фауни за останнє століття // Наук. зап. Держ. природознавч. музею. — Львів, 2013. — Вип. 29. — С. 189—202.
26. Zagorodniuk, I. Changes in taxonomic diversity of Ukrainian mammals for the last three centuries: extinct, phantom, and alien species // Proceedings of the Theriological School. — 2014. — Vol. 12. — P. 3–16.
27. Barkasi Z. L., Zagorodniuk I. V. Spatial distribution of the micromammal fauna in the Ukrainian Carpathians // Regional Aspects of Floristic and Faunistic Research: Proceedings of the Third International Scientific and Practical Conference / Edited by Dr. І. V. Skilsky, A. V. Yuzyk. — Chernivtsi: Druk Art, 2016. — P. 5–11. — ISBN 978-617-7172-44-3.
28. Barkasi Z., Zagorodniuk I. The taxonomy of rodents of the Eastern Carpathians // Proc. of the State Nat. Hist. Museum. — Lviv, 2016. — Vol. 32. — P. 137—154.
29. Загороднюк І., Харчук С. Українська зооніміка та взаємний вплив наукових і вернакулярних назв ссавців // Вісник ННПМ. — 2017. — Том 15. — С. 37–66.

- Огляди та ревізії окремих систематичних груп ссавців

1. Загороднюк И. В. Таксономия, распространение и морфологическая изменчивость полевок рода Terricola Восточной Европы // Вестн. зоологии. — 1989. — Том 23, № 5. — С. 3–14.
2. Загороднюк И. В., Федорченко А. А. Мыши рода Sylvaemus Нижнего Дуная. Сообщение 1. Таксономия и диагностика // Вестник зоологии. — 1993. — Том 27, № 3. — С. 41–49.
3. Федорченко А. А., Загороднюк И. В. Мыши рода Sylvaemus Нижнего Дуная. Сообщение 2. Распространение и численность // Вестник зоологии. — 1994. — Том 28, № 4–5. — С. 55–64.
4. Загороднюк И. В., Михайленко А. Г., Тесленко С. В. Полевки рода Microtus в Молдове // Синантропия грызунов (М-лы 2 совещания, Иваново, 1993 / Под ред. В. Е. Соколова, Е. В. Карасевой). — Москва: ИЭМЭЖ, 1994. — С. 88–91.
5. Загороднюк И. В. Таксономия и распространение серых полевок (Rodentiformes: Arvicolini) фауны Украины // Млекопитающие Украины. — Киев: Наукова думка, 1993. — С. 63–76.
6. Загороднюк І. В., Ткач В. В. Сучасний стан фауни та історичні зміни чисельності кажанів (Chiroptera) на території України // Доповіді НАН України. — 1996. — № 5. — С. 136—142.
7. Загороднюк И. Редкие виды бурозубок на территории Украины: легенды, факты, диагностика // Вестн. зоологии. — 1996. — Том 30, № 6. — C. 53–69.
8. Загороднюк І. В. Зміни фауни унгулят України в історичні часи // Вестник зоологии. — Київ, 1999. — Supplement № 11. — С. 91–97. — (Кінь Пржевальського (Equus przewalskii Pol., 1881): проблеми збереження та повернення в природу. Матеріали VI Міжнародного симпозіуму).
9. Загороднюк І. Склад та історичні зміни фауни хижих ссавців України // Великі хижі ссавці України та прилеглих країн (Матеріали Школи-семінару 15–17 грудня 2000). — Київ, 2001. — С. 14–17. — (Novitates Theriologicae, Pars 4).
10. Загороднюк І. Контрольний список родів і видів кажанів України // Міграційний статус кажанів в Україні / За ред. І. Загороднюка. — Київ: Українське теріологічне товариство, 2001. — С. 42–46. — (Novitates Theriologicae. Pars 6).
11. Загороднюк И. В. Номенклатура и система рода Arvicola // Водяная полевка. Образ вида / Под ред. П. А. Пантелеева. — Москва: Наука, 2001. — С. 174—192. — (Серия «Виды фауны России и сопредельных стран»).
12. Загороднюк І., Кондратенко О. Сучасне поширення і стан популяцій ховрахів (Spermophilus) на сході України // Теріофауна сходу України. — Луганськ, 2006. — С. 211—214. — (Серія: Праці Теріологічної Школи, випуск 7).
13. Загороднюк І. В. Нориці (Arvicolidae) в басейні Сіверського Дінця: криптичне різноманіття, біотопний розподіл та динаміка ареалів // Вісник Харківського національного університету. Серія «Біологія», 2008. — № 7 (814). — С. 74–93.
14. Коробченко М., Загороднюк І. Таксономія та рівні диференціації сліпаків (Spalacidae) фауни України і суміжних країн // Науковий вісник Ужгород. ун-ту. Серія Біологія. — 2009. — Вип. 26. — С. 13–26.
15. Загороднюк І. В. Таксономія і номенклатура немишовидних гризунів фауни України // Збірник праць Зоологічного музею. — Київ, 2008—2009. — № 40. — С. 147—185.
16. Коробченко М. А., Загороднюк І. В. Назви сліпаків (Spalacidae) фауни України: наукові й українські // Проблеми вивчення й охорони тваринного світу у природних і антропогенних екосистемах. Матеріали Міжнародної наукової конференції, присвяченої 50-річчю … зведення «Животный мир Советской Буковины» / За ред. І. В. Скільського та Н. А. Смірнова. — Чернівці: ДрукАрт, 2010. — С. 229—238.
17. Коробченко М. А., Загороднюк І. В., Ємельянов І. Г. Підземні гризуни як життєва форма ссавців // Вісник Національного науково-природничого музею. — Київ, 2010. — Том 8. — С. 5–32.

- Статті щодо проблеми виду

1. Загороднюк І. В. Політипні види: концепція та представленість у теріофауні Східної Європи // Доповіді НАН України. — 1998. — № 7. — С. 171—178.
2. Загороднюк І. В. Вид в біології як неперервна система // Феномен співіснування двох парадигм: креаціонізму та еволюційного вчення / За ред. І. Г. Ємельянова. — Київ: НВП «Вирій», 2001. — С. 153—181.
3. Загороднюк И. В. Транзитивные таксономические системы и их структура у сусликов (Spermophilus) // Доповіді НАН України. — 2002. — № 9. — С. 185—191.
4. Загороднюк І. В., Ємельянов І. Г. Вид в екології як популяційна система та як компонент біотичного угруповання // Вісник Дніпропетровського ун-ту. (Серія «Біологія, Екологія»). — 2003. — Випуск 11 (Том 1). — С. 8–13.
5. Загороднюк І. В. Інвазія як шлях видоутворення // Доповіді Національної академії наук України. — 2003. — № 10. — С. 187—194.
6. Загороднюк І. В. Автогенетичні закономірності формування двійникових комплексів у ссавців // Доповіді НАН України. — 2003. — № 11. — С. 179—187.
7. Загороднюк І. В. Біологічний вид як ампліфікована сутність: ознаки буферизації та механізми її зрушення // Науковий вісник Ужгородського університету. Серія Біологія. — 2004. — Випуск 14. — С. 5–15.
8. Загороднюк І., Фесенко Г. Двійникові таксономічні комплекси серед птахів фауни Східної Європи // Науковий вісник Ужгородського університету. Серія Біологія. — 2004. — Випуск 15. — С. 5–19.
9. Загороднюк І. Біогеографія криптичних видів ссавців Східної Європи // Науковий вісник Ужгородського університету. Серія Біологія. — 2005. — Випуск 17. — С. 5–27.
10. Загороднюк І., Ємельянов І. Криптичне різноманіття ссавців у Східній Європі як віддзеркалення багатоманітності проявів виду // Науковий вісник Ужгородського університету. Серія Біологія. — 2008. — Випуск 22. — С. 166—178.
11. Загороднюк І. Міжвидова гібридизація і фактори її формування на прикладі теріофауни Східної Європи // Біологічні Студії / Studia Biologica. — 2011. — Том 5, № 2. — С. 173—210.
12. Загороднюк, І. Криптичне різноманіття біоти, види-двійники та дослідницький дальтонізм // Вісник Львівського університету. Серія Біологічна. — 2016. — Вип. 71. — P. 3–30.

- Статті про види-двійники

1. Загороднюк И. В., Тесленко С. В. Виды-двойники надвида Microtus arvalis на Украине. Сообщение I. Распространение Microtus subarvalis // Вестник зоологии. — 1986. — № 3. — С. 34–40.
2. Загороднюк И. В. Кариотип, систематическое положение и таксономический статус Pitymys ukrainicus // Вестник зоологии. — 1988. — Том 22, № 4. — С. 50–55.
3. Межжерин С. В., Загороднюк И. В. Новый вид мышей рода Apodemus (Rodentia, Muridae) // Вестник зоологии. — 1989. — № 4. — С. 55–59.
4. Загороднюк И. В. Кариотипическая изменчивость 46-хромосомных форм полевок группы Microtus arvalis (Rodentia): таксономическая оценка // Вестник зоологии. — 1991. — Том 25, № 1. — С. 36–45 (+ 3-я стр. обл.).
5. Загороднюк И. В. Систематическое положение Microtus brevirostris (Rodentiformes): материалы по таксономии и диагностике группы «arvalis» // Вестник зоологии. — 1991. — Том 25, № 3. — С. 26–35.
6. Зима Я., Загороднюк И. В., Гайченко В. А., Жежерина Т. О. Полиморфизм и хромосомная изменчивость Microtus rossiaemeridionalis (Rodentiformes) // Вестник зоологии. — 1991. — Том 25, № 4. — С. 48–53.
7. Zagorodnyuk I. V., Zima J. Microtus tatricus (Kratochvil, 1952) in the Eastern Carpathians: Cytogenetic Evidence // Folia Zool. (Brno). — 1992. — Vol. 41 (2). — P. 123—126.
8. Загороднюк И. В., Межжерин С. В. Диагноз и распространение в Прибалтии Terricola и Sylvaemus // Acta et Comment. Univ. Tartuensis. — Тарту: Изд-во Тарт. ун-та, 1992. — Vol. 955. — С. 70–80. — (Мат-лы I Балт. Териол. Конф., Кяэрику, 1990).
9. Загороднюк И. В. Идентификация восточноевропейских форм Sylvaemus sylvaticus (Rodentia) и их географическое распространение // Вестник зоологии. — 1993. — Том 27, № 6. — С. 37–47.
10. Загороднюк И. В., Березовский В. И. Mus spicilegus (Mammalia) в фауне Подолии и северная граница ареала этого вида в Восточной Европе // Зоологический журнал. — 1994. — Том 73, вып. 6. — С. 110—119.
11. Загороднюк И. В., Мишта А. В. О видовой принадлежности ежей рода Erinaceus Украины и прилежащих стран // Вестник зоологии. — 1995. — Том 29, № 2–3. — С. 50–57.
12. Загороднюк И. В., Федорченко А. А. Аллопатрические виды грызунов группы Spermophilus suslicus (Mammalia) // Вестник зоологии. — 1995. — Том 29, № 5–6. — С. 49–58.
13. Загороднюк И. В. Таксономическая ревизия и диагностика грызунов рода Mus из Восточной Европы. Сообщение 1 // Вестник зоологии. — 1996. — Том 30, № 1–2. — С. 28–45.
14. Zagorodnyuk I. V. Sibling species of mice from Eastern Europe: taxonomy, diagnostics and distribution // Доповіді НАН України. — 1996. — N 12. — С. 166—173.
15. Загороднюк И. В., Боескоров Г. Г., Зыков А. Е. Изменчивость и таксономический статус степных форм мышей рода Sylvaemus (falzfeini — fulvipectus — hermonensis — arianus) // Вестник зоологии. — 1997. — Том 31, № 5–6. — С. 37–56.
16. Загороднюк І. Полівиди кажанів Східної Європи та їх діагностика // Європейська ніч кажанів '98 в Україні. — Київ, 1998. — С. 56–65. — (Праці Теріологічної школи, випуск 1).
17. Загороднюк І. В., Кондратенко О. В. Sicista severtzovi та близькі до неї форми гризунів в Україні: цитогенетичний та біогеографічний аналіз // Вестник зоологии. — 2000. — Suppl. 15. — С. 101—107.
18. Загороднюк И. В. Таксономическая ревизия и диагностика грызунов рода Mus из Восточной Европы. Сообщение 2 // Вісті Біосферного заповідника «Асканія-Нова». — Асканія-Нова, 2002. — Том 4. — С. 130—140.
19. Загороднюк І. Аловиди гризунів групи Sicista «betulina»: просторові взаємини з огляду на концепцію лімітувальної схожості // Вісник Дніпропетровського університету. Серія «Біологія. Екологія». — 2007. — Випуск 15 (том 1). — С. 45–53.
20. Загороднюк І. Види-двійники і морфологічно близькі види ссавців у колекціях зоологічних музеїв: головні підсумки та перспективи досліджень // Сучасний музей. Наукова й експозиційна діяльність. Матеріали наукової конференції (Чернівці, 15.06.2008 р.) / За ред. І. В. Скільського. — Чернівці: Вид-во «ДрукАрт», 2008. — С. 25–34.
21. Загороднюк І., Затушевський А. Поширення видів-двійників щура (Arvicola) в зоні контакту їхніх ареалів на заході України // Стан і біорізноманіття екосистем Шацького національного природного парку: Матеріали наук. конф. (Шацьк, 6–9 вересня 2012 р.). — Львів: СПОЛОМ, 2012. — С. 15–19. ISBN 978-966-665-736-0.

- Еволюційна та екоморфологічна диференціація видів

1. Загороднюк І. В., Кавун К. Ю. Вікова мінливість як основа формування міжвидових відмінностей у гризунів (Muriformes) // Доповіді НАН України. — 2000. — № 3. — С. 174—180.
2. Загороднюк І. В. Природа відмінностей у близьких видів: аналіз двійникових комплексів кажанів // Зоологічні дослідження в Україні на межі тисячоліть: Тези Всеукраїнської зоологічної конференції (Кривий Ріг, 13–14.11.2001). Кривий Ріг: Вид-во І. В. І., 2001. — С. 143—145.
3. Загороднюк И. В. Уровни таксономической и морфологической дифференциации европейских групп грызунов семейства Muridae (Mammalia) // Доповіді НАН України. — 2001. — № 5. — С. 151—157.
4. Загороднюк І. В. Аловиди сарни (Capreolus): природа відмінностей між ними і статус популяцій з України // Вісник Луганського державного педагогічного університету. Біологічні науки. — 2002. — № 1 (45). — С. 206—222.
5. Загороднюк И. В. Транзитивные таксономические системы и их структура у сусликов (Spermophilus) // Доповіді НАН України (Математика, природознавство, технічні науки). — 2002. — № 9. — С. 185—191.
6. Загороднюк І. Рівні морфологічної диференціації близьких видів звірів та поняття гіатусу // Вісник Львівського університету. Серія біологічна. — 2004. — Вип. 38. — С. 21–42.
7. Загороднюк І. В. Закономірності прояву географічної мінливості у двійникових комплексах ссавців (на прикладі роду Sylvaemus) // Доповіді Національної академії наук України. — 2005. — № 9. — С. 171—179.
8. Загороднюк И. В., Атамась Н. С. Морфологическая дифференциация хомяков (Cricetidae) Восточной Европы: диагностический вес признаков и структура таксономический отношений // Доповіді НАН України. — 2005. — № 4. — С. 153—160.
9. Загороднюк І. Конфлікт через збіг ніш у видів-двійників: оцінка за сталою Хатчінсона // Науковий вісник Ужгородського університету. Серія Біологія. — 2007. — Випуск 20. — С. 5–13.
10. Загороднюк І. Узгоджена генетична, біогеографічна та морфологічна диференціація у еволюційно молодих видів: аналіз групи Microtus «arvalis» (Mammalia) // Доповіді НАН України. — 2007. — № 3. — С. 175—181.
11. Загороднюк І. Аловиди гризунів групи Sicista «betulina»: просторові взаємини з огляду на концепцію лімітувальної схожості // Вісник Дніпропетровського університету. Серія «Біологія. Екологія». — 2007. — Випуск 15 (том 1). — С. 45–53.
12. Zagorodniuk I., Postawa T. Spatial and ecomorphological divergence of Plecotus sibling species (Mammalia) in sympatry zone in Eastern Europe // Наук. зап. Держ. природознавч. музею. — Львів, 2007. — Вип. 23. — С. 215—224.
13. Загороднюк І. Різноманіття ссавців та видове багатство гільдій // Науковий вісник Ужгородського університету. Серія Біологія. — 2008. — Випуск 24. — С. 11–23.
14. Загороднюк І., Дикий І. Нічниця північна (Myotis brandtii) на заході України: ідентифікація, поширення, екоморфологія // Вісник Львівського університету. Серія біологічна. — 2009. — Вип. 49. — С. 111—127.
15. Загороднюк І. В. Закономірності розмірної диференціації видів і статей у багатовидовій гільдії (на прикладі роду Mustela) // Наукові записки Державного природознавчого музею. — 2009. — Вип. 25. — С. 251—266.
16. Postawa T., Zagorodniuk I., Bachanek Ju. Pattern of cranial size variation in two sibling species Plecotus auritus and P. austriacus (Chiroptera: Vespertilionidae) in contact zone // Journal of Zoology (London). — 2012. — Vol. 288, Is. 4. — P. 294—302. (abstract та pdf на onlinelibrary.wiley.com)
17. Zagorodniuk, I., Korobchenko, M., Kirichenko, V. Mole-rats Nannospalax leucodon and Spalax zemni in Ukraine: identification criteria and border between their ranges // Proceedings of the Theriological School. — 2017. — Vol. 15. — С. 97-104.

- Охорона тварин та фауна заповідників

1. Загороднюк І., Хоменко В. Фауна України у «Червоній книзі Української РСР» (1980). Біогеографічний аналіз // Ойкумена (Укр. екол. вісник). — 1995. — № 1–2. — С. 95–99.
2. Загороднюк І. Концепція «гарячих територій» і збереження біорозмаїття // Конвенція про біологічне розмаїття: громадська обізнаність і участь / За ред. Т. Гардашук. — Київ: Стилос, 1997. — С. 59–68 (summary: 146—147).
3. Загороднюк І. Ендемічна теріофауна Карпат: таксономічний та біогеографічний аналіз // «Карпатський регіон і проблеми сталого розвитку»: Мат-ли міжнар. наук.-практ. конф. — Рахів, 1998. — Том 2. — С. 218—222.
4. Загороднюк І. Рідкісні види тварин // Розбудова екомережі України / Під ред. Ю. Р. Шеляг-Сосонко. — Київ: Техпринт, 1999. — С. 71–75.
5. Загороднюк І. В. Заповідання та некомпенсовані втрати біоти як складові червонокнижного майбуття // Екологічні та соціально-економічні аспекти катастрофічних стихійних явищ у Карпатському регіоні. — Рахів, 1999. — С. 124—131.
6. Загороднюк І. В. Степове фауністичне ядро Східної Європи: його структура та перспективи збереження // Доповіді НАН України. — 1999. — № 5. — С. 203—210.
7. Загороднюк І. В. Систематичне положення таксона як критерій його вразливості // Доповіді НАН України. — 2000. — № 5. — С. 180—186.
8. Загороднюк І. Ціна життя тварини з точки зору зоолога // Екосфера. — Ужгород: Ліра, 2003. — Випуск 9–10. — С. 10–14.
9. Загороднюк І. В., Полуда А. М., Ємельянов І. Г. Фауна України: стан і заходи збереження // Збереження і невиснажливе використання біорізноманіття України: стан та перспективи / За редакцією Ю. Р. Шеляг-Сосонка. — Київ: Хімджест, 2003. — С. 38–72.
10. Зізда Ю. Е., Загороднюк І. В. Раритетні види як ознака унікальності регіону (на прикладі теріофауни Карпат) // Сучасні проблеми екології (Збірка матеріалів Всеукраїнської конференції молодих вчених 7–9 жовтня 2004 р.). — Запоріжжя, 2004. — С. 159—163.
11. Кондратенко О. В., Загороднюк І. В. Склад і структура схожості мікротеріофаун заповідних ділянок східної частини України // Ученые записки Таврического национального университета. Серия «Биология, Химия». — 2004. — Том 17 (56), № 2. — С. 82–89.
12. Загороднюк І. Дрібні ссавці заповідника «Кам'яні Могили»: аналіз складу фауни та історичних змін угруповань // Вісник Львівського університету. Серія біологічна. — 2007. — Вип. 44. — С. 71–79.
13. Загороднюк І. Раритетна фауна та ознаки раритетності // Раритетна теріофауна та її охорона. — Луганськ, 2008. — С. 7–20. — (Праці Теріологічної школи, випуск 9).
14. Загороднюк І., Коробченко М. Раритетна теріофауна східної України: її склад і поширення рідкісних видів // Раритетна теріофауна та її охорона. — Луганськ, 2008. — С. 107—156. — (Праці Теріологічної школи, випуск 9).
15. Загороднюк І. В. «Наріжні види» в системі ключових об'єктів охорони біорізноманіття // Заповедники Крыма. Биоразнообразие и охрана природы в Азово-Черноморском регионе: Матер. VII Междунар. науч.-практ. конф. (Симферополь, 24–26 октября 2013 г.). — Симферополь, 2013. — С. 333—338.

- Статті про кажанів

1. Загороднюк І. В., Ткач В. В. Сучасний стан фауни та історичні зміни чисельності кажанів (Chiroptera) на території України // Доповіді НАН України. — 1996. — № 5. — С. 136—142.
2. Zagorodnyuk I. V. Bats in the Lviv Natural History Museum: description and comparative analysis of the collection // Наукові записки Державного природознавчого музею НАН України. — Львів, 1998. — Том 14. — С. 77–82.
3. Zagorodniuk I. V. Taxonomy, biogeography and abundance of the horseshoe bats in Eastern Europe // Acta zoologica cracowiensia. — 1999. — Vol. 42 (3): 407—421.
4. Загороднюк І., Постава Т., Волошин Б. В. Польовий визначник кажанів підземних порожнин Східної Європи. — Краків-Київ: Платан, 1999. — 43 с.
5. Покиньчереда В. Ф., Загороднюк І. В., Постава Т., Лабоха М., Покиньчереда В. В. Нічниця довговуха та кажан північний (Mammalia, Chiroptera) на заході України // Вестник зоологии. — 1999. — Том 33, № 6. — С. 115—120.
6. Postawa T., Pokynchereda W., Zagorodniuk I. Summer bat fauna of the Carpathian Biosphere Reserve (the Mala Uholka and Velka Uholka valleys) // Studia Chiropterologica. — 2000. — Vol. 1. — P. 73–81.
7. Zagorodniuk I., Tyshchenko V., Petrushenko Ya. Horseshoe bats (Rhinolophus) in the Dnister region as most east-northern part of their range in Europe // Studia Chiropterologica. — 2000. — Vol. 1. — P. 115—131. >>> (474 kb)
8. Zagorodniuk I. Species of the genus Plecotus in the Crimea and neighbouring areas in the Northern Black Sea Region // Woloszyn B. W. (ed.). Proceedings of the VIIIth ERBS. — Krakow: PLATAN Publ. House, 2001. — Vol. 2 (Distribution, ecology, paleontology and systematics of bats). — P. 159—173.
9. Загороднюк І., Негода В. Нетопири: Pipistrellus та Hypsugo // Міграційний статус кажанів в Україні. — Київ, 2001. — С. 65–72.
10. Загороднюк І., Годлевська Л. Кажани в колекціях зоологічних музеїв України: фенологічний огляд даних // Міграційний статус кажанів в Україні / За ред. І. Загороднюка. — Київ, 2001. — С. 122—156. (Novitates Theriologicae. Pars 6).
11. Петрушенко Я. В., Годлевська О. В., Загороднюк I. В. Дослідження населення кажанів в заплаві Сіверського Донця // Вісник Луганського державного педагогічного університету. Біологічні науки. — 2002. — № 1 (45) (Теріологія в Україні 2002). — С. 121—124.
12. Загороднюк І. В. Населення кажанів урбанізованих територій: добір видів за частотою ультразвукових сигналів // Доповіді НАН України. — 2003. — N 8. — С. 184—189.
13. Загороднюк І. В., Годлевська Л. В. Кажани триби Myotini (Mammalia) у Середньому Подніпров'ї: видовий склад, поширення та чисельність // Вестник зоологии. — 2003. — Том 37, № 2. — С. 31–39.
14. Годлевська Л., Петрушенко Я., Тищенко В., Загороднюк І. Зимові скупчення кажанів (Chiroptera) у печерах Центрального Поділля (Україна) // Вестник зоологии. — 2005. — Том 39, № 2. — С. 37–45.
15. Загороднюк І. В., Коробченко М. А. Кажани та ліссавіруси: аналіз даних з України та гіпотези міграції сказу в антропоценози // Вісник Луганського педагогічного університету. Біологічні науки. — 2007. — № 16 (132). — С. 104—116.
16. Zagorodniuk I., Postawa T. Spatial and ecomorphological divergence of Plecotus sibling species (Mammalia) in sympatry zone in Eastern Europe // Наук. зап. Держ. природознавч. музею. — Львів, 2007. — Вип. 23. — С. 215—224.
17. Загороднюк І., Дикий І. Нічниця північна (Myotis brandtii) на заході України: ідентифікація, поширення, екоморфологія // Вісник Львівського університету. Серія біологічна. — 2009. — Вип. 49. — С. 111—127.
18. Загороднюк І. Морфологія епіблеми у кажанів та її мінливість у Eptesicus «serotinus» (Mammalia) // Вісник Львівського національного університету. Серія Біологічна. — 2009. — Вип. 51. — С. 157—175.
19. Загороднюк І., Ребров С. Структура ареалу Nyctalus noctula (Mammalia) на сході України та формування нових зимівельних груп в урболандшафті // Вісник Львівського університету. Серія Біологічна. — 2014. — Вип. 67. — С. 138—147.
20. Загороднюк І. Міграції кажанів: суть явища, базові поняття, методи дослідження [Архівовано 13 липня 2019 у Wayback Machine.] // Міграційний статус кажанів в Україні. — Київ: Українське теріологічне товариство, 2001. — С. 8–20. — (Novitates Theriologicae; Pars 6).

- Статті про угруповання тварин

1. Емельянов И. Г., Загороднюк И. В. Таксономическая структура сообществ грызунов Восточных Карпат: видовое богатство и таксономическое разнообразие // Фауна Східних Карпат: Сучасний стан i охорона (Матеріали Міжнародної конференції). — Ужгород, 1993. — С. 57–60.
2. Загороднюк И. В., Емельянов И. Г., Хоменко В. Н. Оценка таксономического разнообразия фаунистических комплексов // Доповіді НАН України. — 1995. — № 7. — С. 145—148.
3. Емельянов И. Г., Загороднюк И. В., Хоменко В. Н. Таксономическая структура и сложность биотических сообществ // Екологія та ноосферологія. — 1999. — Том 8, № 4. — С. 6–18.
4. Загороднюк І. Загальна картина динаміки хіроптерофауни України // Міграційний статус кажанів в Україні / За ред. І. Загороднюка. — Київ, 2001. — С. 157—168. — (Novitates Theriologicae. Pars 6).
5. Загороднюк І., Киселюк О., Поліщук І., Зеніна І. Бальні оцінки чисельності популяцій та мінімальна схема обліку ссавців // Вісник Львівського університету. Серія біологічна. — 2002. — № 30. — С. 8–17.
6. Загороднюк І., Кондратенко О. Біотопна диференціація видів як основа підтримання високого рівня видового різноманіття фауни // Вісник Львівського університету. Серія біологічна. — 2002. — № 30. — С. 106—118.
7. Кондратенко О. В., Загороднюк І. В. Склад і структура схожості мікротеріофаун заповідних ділянок східної частини України // Ученые записки Таврического национального университета. Серия «Биология, Химия». — 2004. — Том 17 (56), № 2. — С. 82–89. (Summary: p. 238).
8. Кондратенко О., Загороднюк І. Зональні фауністичні угруповання дрібних ссавців східної України та їх історичні зміни // Теріофауна сходу України. — Луганськ, 2006. — С. 167—173. — (Праці Теріологічної Школи, випуск 7).
9. Наглов В., Загороднюк И. Статистический анализ приуроченности видов и структуры сообществ // Теріофауна сходу України. — Луганськ, 2006. — С. 291—300. — (Серія: Праці Теріологічної Школи, випуск 7).
10. Загороднюк І., Коробченко М. Поширення та динаміка епізоотій сказу в популяціях ссавців на Луганщині // Вісник Львівського університету. Серія біологічна. — 2007. — Вип. 45. — С. 127—138.
11. Трунов О. П. Загороднюк І. В. Зміни угруповань великих ссавців внаслідок розвитку мисливської діяльності людини // Біорізноманіття та роль тварин в екосистемах: Матеріали IV Міжнародної наукової конференції. — Дніпропетровськ: Вид-во ДНУ, 2007. — С. 509—511.
12. Загороднюк І. Різноманіття ссавців та видове багатство гільдій // Науковий вісник Ужгородського університету. Серія Біологія. — 2008. — Випуск 24. — С. 11–23.
13. Загороднюк І. В. Закономірності розмірної диференціації видів і статей у багатовидовій гільдії (на прикладі роду Mustela) // Наукові записки Державного природознавчого музею. — 2009. — Вип. 25. — С. 251—266.
14. Stetsula, N., Barkasi, Z., Zagorodniuk, I. Diversity of Muroid Rodent Communities in Key Habitats of the Skole Beskids (Eastern Carpathians) // Proceedings of the Theriological School. — 2016. — Vol. 14. — С. 139—146

- Статті про рідкісні види та їх динаміку

1. Загороднюк И. В., Воронцов Н. Н., Песков В. Н. Татранская полевка (Terricola tatricus) в Восточных Карпатах // Зоологический журнал. — 1992. — Том 71, вып. 6. — С. 96–105.
2. Загороднюк І. В. Поширення і чисельність Lagurus (Mammalia) в Україні // Вісті Біосферного заповідника «Асканія-Нова». — 2009. — Том 11. — С. 77–91.
3. Zagorodniuk I., Gavrilyuk M., Drebet M., Skilsky I., Andrusenko A., Pirkhal A. Wildcat (Felis silvestris Schreber, 1777) in Ukraine: modern state of the populations and eastwards expansion of the species // Біологічні студії. Studia Biologica. — 2014. — Vol. 8, N 3. — P. 233—254.
4. Zagorodniuk I. Golden jackal (Canis aureus) in Ukraine: modern expansion and status of species // Proceedings of the National Museum of Natural History. — 2014. — Vol. 12. — P. 100—105.
5. Загороднюк І., Ребров С. Структура ареалу Nyctalus noctula (Mammalia) на сході України та формування нових зимівельних груп в урболандшафті // Вісник Львівського університету. Серія Біологічна. — 2014. — Вип. 67. — С. 138—147.
6. Коробченко, М., Загороднюк, І., Редінов, К. Огляд поширення та морфометричні особливості сліпачка Ellobius talpinus (Arvicolidae) у Нижньому Подніпров'ї (Україна) // Праці Теріологічної школи. — 2014. — Том 12. — С. 89–101.
7. Загороднюк, І. «Земляний заєць» у Східній Європі: Ochotona чи Allactaga? // Праці Теріологічної Школи. — 2016. — Vol. 14. — С.

16-33.
1. Загороднюк, І. Географічна мінливість забарвлення хутра ласиці (Mustela nivalis) в Україні: таксономія чи клімат? // Праці Теріологічної Школи. — 2015. — Vol. 13. — С. 77-86.

- Публікації про теріологію і теріологів

1. Топачевський В., Загороднюк І. Видатному дослідникові та популяризаторові зоологічної науки К. А. Татаринову — 75 років // Вестник зоологии. — 1996. — Том 30, № 6. — С. 93.
2. Загороднюк І. В. Теріологічна школа та розвиток теріологічних досліджень в Україні // Заповідна справа в Україні. — 1999. — Том 5, № 1. — С. 78–81.
3. Загороднюк І. Б. М. Попов та початки хіроптерології в Україні // Міграційний статус кажанів в Україні. — Київ, 2001. — С. 173 (3-я стор. обкладинки). — (Novitates Theriologicae, pars 6).
4. Загороднюк І., Дикий І. Професор Кость Татаринов // Фауна печер України / За редакцією І. Загороднюка. — Київ, 2004. — С. 4–5. — (Серія: Праці Теріологічної Школи, випуск 6).
5. Загороднюк І. В., Ємельянов І. Г. Пам'яті Юлія Івановича Крочка // Вестник зоологии. — 2008. — Том 42, № 3. — С. 283—285.
6. Ємельянов І. Г., Загороднюк І. В. Іван Тарасович Сокур (17.07.1908 — 02.11.1994): до 100-річчя від дня народження // Вестник зоологии. — 2008. — Том 42, № 4. — С. 381—382.
7. Загороднюк І. Професіонал // Теріофауна сходу України. Пам'яті Олександра Кондратенка / Під ред. І. Загороднюка. — Луганськ, 2006. — С. 330—334. — (Праці Теріологічної Школи, Вип. 7). ISBN 966-02-3985-8.
8. Загороднюк І., Годлевська О., Боярчук В. Валентин Крижанівський (1938—2008) — дослідник теріофауни України // Науковий вісник Ужгород. ун-ту. Серія Біологія. — 2009. — Вип. 26. — С. 242—244.
9. Загороднюк І. В. Іван Сахно та розвиток зоології й музейної справи на Луганщині: історичні розвідки // Вісник Національного науково-природничого музею. — Київ, 2011. — № 9. — С. 69–89.
10. Загороднюк І., Ємельянов І. Українському теріологічному товариству — 30 років // Теріофауна заповідних територій та збереження ссавців / Упорядники: І. Загороднюк та З. Селюніна. — Гола Пристань: Укр. теріол. тов-во, 2012. — С. 73. — (Novitates Theriologicae. Pars 8). ISBN 978-966-1510-81-3.
11. Загороднюк І. Всеволод Великанів — дослідник фауни України 1920–1930-х років: біографія, колекції, публікації // Вісник Національного науково-природничого музею. — 2013. — Том 11. — С. 115—134.
12. Загороднюк, І. Теріологічні дослідження Леоніда Гіренка // Праці Теріологічної школи. — 2014. — Том 12. — С. 114—126.
13. Загороднюк І. Колектори теріологічних колекцій Національного науково-природничого музею НАН України 1930-х років // Внесок натуралістів-аматорів у вивчення біологічного різноманіття: Матер. Міжнар. конф. 14–16.05.2015 / Закарп. угорськ. ін-т ім. Ф. Ракоці ІІ. — Берегове, 2015. — С. 299—305. — ISBN 978-966-2303-13-1.
14. Загороднюк І. Богдан Волянський — яскрава постать української зоології 1920–1930-х років // Вісник Львівського університету. Серія біологічна. — 2015. — Вип. 69. — С. 3–19.
15. Загороднюк І. Видання Українського теріологічного товариства та розвиток часопису «Праці Теріологічної школи» [Архівовано 20 січня 2018 у Wayback Machine.] // Праці Теріологічної школи. — 2015. — Том 13. — С. 114—142.
16. Загороднюк, І. Василь Абелєнцев (1913—1980) — життя у світі науки // Праці Теріологічної Школи. — 2017. — Том 15. — С. 167—174.
17. Загороднюк, І., Пархоменко, В., Харчук, С. Іван Верхратський та його огляд біології кажанів і хіроптерофауни Галичини (1869) // Праці Теріологічної Школи. — 2017. — Том 15. — С. 10-27.

- Публікації про колекції та роботу з ними

1. Zagorodnyuk I. V. Bats in the Lviv Natural History Museum: description and comparative analysis of the collection // Наукові записки Державного природознавчого музею НАН України. — Львів, 1998. — Том 14. — С. 77–82.
2. Загороднюк І., Годлевська Л. Кажани в колекціях зоологічних музеїв України: фенологічний огляд даних // Міграційний статус кажанів в Україні / Українське теріологічне товариство. — Київ, 2001. — С. 122—156. (Novitates Theriologicae. Pars 6).
3. Коробченко М. А., Загороднюк І. В. Поширення рідкісних видів степових ссавців на сході України за результатами аналізу зоологічних колекцій // Заповідні степи України. Стан та перспективи їх збереження (Матеріали міжнародної наукової конференції). — Асканія-Нова, 2007. — С. 63–65.
4. Загороднюк І. Види-двійники і морфологічно близькі види ссавців у колекціях зоологічних музеїв: головні підсумки та перспективи досліджень // Сучасний музей. Наукова й експозиційна діяльність / За ред. І. В. Скільського. — Чернівці: ДрукАрт, 2008. — С. 25–34.
5. Загороднюк І. Дослідження остеологічних зразків ссавців: ключові краніометричні ознаки // Мінливість та екологія ссавців. — Київ, 2012. — С. 16–32. — (Праці Теріологічної Школи; Том 11).
6. Загороднюк І. В. Зоологічні колекції як джерело біографічної інформації: до історії досліджень Анатолія Аргіропула та Бориса Попова // Практичні питання природничої музеології: Матеріали III науково-практичної конференції. — Київ: ННПМ НАН України, 2013. — С. 15–16. — ISBN 978-966-02-7001-5.
7. Загороднюк І., Ємельянов І., Червоненко О. Зоологічні колекції та музеї як осередки дослідження біорізноманіття // Зоологічні колекції та музеї / Нац. наук.-природн. музей НАН України. — Київ, 2014. — С. 6–9. — ISBN 978-966-02-7388-7.
8. Загороднюк І., Шидловський І. Акроніми зоологічних колекцій України // Зоологічні колекції та музеї / Нац. наук.-природн. музей НАН України. — Київ, 2014. — С. 33–43. — ISBN 978-966-02-7388-7.
9. Загороднюк І. Колектори теріологічних колекцій Національного науково-природничого музею НАН України 1930-х років // Внесок натуралістів-аматорів у вивчення біологічного різноманіття: Матер. Міжнар. конф. 14–16.05.2015 / Закарп. угорськ. ін-т ім. Ф. Ракоці ІІ. — Берегове, 2015. — С. 299—305. — ISBN 978-966-2303-13-1.
10. Загороднюк, І. Етапи формування і датування найдавнішої історії колекцій Національного науково-природничого музею НАН України // Природничі музеї: роль в освіті та науці / Нац. наук.-природн. музей НАН України. — Київ, 2015. — Ч. 2. — С. 161—163. — ISBN 978-966-02-7728-1.
11. Загороднюк, І., Коробченко, М., Підгайний, М. Найдавніші колекційні зразки Ellobius talpinus (Rodentia) у природничих музеях України: розвідки з історії колекцій // Вісник Національного науково-природничого музею. — 2015. — Том 13. — С. 101—110.
12. Загороднюк, І. Природничі колекції в Педагогічному музеї Києва 1902—1917 років // Вісник Національного науково-природничого музею. — 2016. — Том 14. — С. 123—135.